# سوسک کرگدنی آکتئون
سوسک کرگدنی آکتئون (نام علمی: Megasoma actaeon) گونه ای سوسک کرگدنی است که در کشورهای آمریکای مرکزی و جنوبی دیده شده است.